# سهل بن هارون
سهل بن هارون (۷۵۸–۸۳۰م) شاعر و نویسندهٔ ایرانی در سدهٔ دوم هجری بود. پس از برکناری برمکیان، او صاحب دیوان هارون‌الرشید شد. در درگیری‌های میان مأمون و امین عزلت گزید. هنگامی که مأمون به بغداد درآمد، سال ۲۰۴ق، او را خازن بیت الحکمه منصوب نمود (کتابدار). سهل بن هارون، شیعی متعزلی شعوبی و شاعری حکیم خوش‌معاشرت بوده است. اما به بخل نیز شهرت یافت. در نگارش، مترسل و بلیغ‌نویس بود. آثاری از او به جای مانده است «ثعلة و عفرة»، «الاخوان»، «المخزومی و الهُذلیة»، «الوامق و العذراء»، «المسائل»، «تدبیر المُلک و السیاسة». جاحظ در آثار خود به‌ویژه در البیان و التبیین اشارات بسیاری به آثار او داشته است.